# Салгадинью (Параиба)
Салгадинью (порт. Salgadinho) — муниципалитет в Бразилии, входит в штат Параиба. Составная часть мезорегиона Борборема. Входит в экономико-статистический микрорегион Серидо-Осидентал-Параибану. Население составляет 2907 человек на 2006 год. Занимает площадь 184,237 км². Плотность населения — 15,8 чел./км².

## Статистика
- Валовой внутренний продукт на 2003 год составляет 5 256 854,00 реалов (данные: Бразильский институт географии и статистики).
- Валовой внутренний продукт на душу населения на 2003 год составляет 1832,93 реалов (данные: Бразильский институт географии и статистики).
- Индекс развития человеческого потенциала на 2000 год составляет 0,564 (данные: Программа развития ООН).